# Deutsch-salomonische Beziehungen
Die Deutsch-salomonischen Beziehungen sind das zwischenstaatliche Verhältnis zwischen Deutschland und den Salomonen. Vom Auswärtigen Amt werden die gegenseitigen Beziehungen als "freundschaftlich" bezeichnet. Deutschland hat keine Botschaft auf den Salomonen, stattdessen ist die Deutsche Botschaft Canberra auf dem Inselstaat nebenakkreditiert. Auch die Salomonen haben keine eigene Botschaft in Deutschland, stattdessen ist die salomonische Botschaft in Brüssel für die Pflege der Beziehungen mit Deutschland beauftragt.

## Geschichte
Gegen Ende des 19. Jahrhunderts gerieten die Salomon-Inseln unter direkten europäischen Einfluss. Durch die Britisch-deutschen Erklärungen über den westlichen Pazifik teilten Großbritannien und das Deutsche Reich 1886 den Westpazifik in Einflusssphären auf. Die nördlichen Salomonen-Inseln, darunter die Hauptinseln Choiseul und Santa Isabel gingen an Deutschland und wurden Teil von Deutsch-Neuguinea, während die südlichen Salomonen Teil des British Solomon Islands Protectorate wurden. Allerdings gaben die Deutschen bereits 1899 ihre Gebiete, die zu den heutigen Salomonen gehören, an die Briten ab, welche im Gegenzug auf ihre Ansprüche auf Westsamoa verzichten. Unter den Salomon-Inseln verblieben lediglich Buka und Bougainville bis zum Ersten Weltkrieg bei Deutschland. Beide Inseln gehören heute zu Papua-Neuguinea. Aufgrund der sehr kurzen Kolonialgeschichte gibt es nur noch wenige Spuren deutschen Einflusses in dem Gebiet. Zu diesen gehört u. a. das deutsche Wort „Haus“, als Bezeichnung für wichtige Gebäude, welche heute auf den Salomonen und Papua-Neuguinea verbreitet ist.
Die Salomonen erhielten 1978 ihre Unabhängigkeit vom Vereinigten Königreich und im selben Jahr wurden diplomatische Beziehungen zur Bundesrepublik Deutschland etabliert. Beziehungen zur DDR bestanden dagegen nie. in der Folgezeit kam es zu gelegentlichen Kontakten zwischen beiden Ländern, wobei Deutschland und die Salomonen eng beim Kampf gegen die Auswirkungen des Klimawandels kooperieren. So traten die Salomonen der 2008 von Deutschland und Nauru ins Leben gerufenen UN-Gruppe "Klima und Sicherheit" bei. 2011 begann sich das Deutsche Archäologische Institut gemeinsam mit dem Solomon Islands National Museum und dem salomonischen Ministerium für Tourismus und Kultur an Ausgrabungen zur prähistorischen menschlichen Besiedelungsgeschichte der Salomonen zu beteiligen, welche noch wenig erforscht ist. Im Juni 2024 besuchte eine Delegation bestehend aus der Staatsministerin Katja Keul und mehreren deutschen Diplomaten die Salomonen. Bei dem Besuch ging es neben der archäologischen Zusammenarbeit auch um Kulturerhalt, den Klimawandel und das Erbe der deutschen Kolonialzeit.

## Wirtschaftsbeziehungen
Die Wirtschaftsbeziehungen sind kaum entwickelt. 2024 lagen die deutschen Warenexporte auf die Salomonen bei knapp 300.000 Euro und die Importe aus dem Land bei knapp zwei Millionen Euro. In der Rangliste der deutschen Handelspartner nahmen die Salomonen damit Rang 203 ein.
Über deutsche Beiträge zum „Neighbourhood, Development & International Cooperations Instrument“ (NDICI) der EU sowie Regionalprogramme der Deutsche Gesellschaft für Internationale Zusammenarbeit (GIZ) und der Internationalen Klimaschutzinitiative leistet Deutschland Entwicklungshilfe. Auch die Deutsche Botschaft in Canberra fördert einige Projekte auf den Salomonen.